# Dolmen Dabel 2
Der Dolmen Dabel 2 ist eine neolithische Megalithanlagen vom Typ erweiterter Dolmen mit der Sprockhoff-Nr. 338. Er entstand zwischen 3500 und 2800 v. Chr. als Anlage der Trichterbecherkultur (TBK). „Neolithische Monumente sind Ausdruck der Kultur und Ideologie jungsteinzeitlicher Gesellschaften. Ihre Entstehung und Funktion gelten als Kennzeichen der sozialen Entwicklung“.
Dabel 2 liegt östlich von Dabel, bei Sternberg im Landkreis Ludwigslust-Parchim, in Mecklenburg-Vorpommern. Am Nordostende des Dabeler Sees, zwischen der Eisenbahnlinie und der Bundesstraße 192 (Schäferstein), befinden sich das Großsteingrab Dabel 2. Etwa 70 m weiter, auf der anderen Seite der Bahngleise, befindet sich die stark zerstörte Anlage Dabel 1.

## Beschreibung
Die nord-süd orientierte Anlage lag im runden Rollsteinhügel. Bei diesem erweiterten Dolmen wurden die weitgehend freistehenden Tragsteine von dem einzigen, sehr großen Deckstein auseinandergedrückt, der in die Kammer gesunken ist. Die Kammer ist etwa 3,0 m lang und 1,5 m breit. Die Diele besteht aus Rollsteinen, geglühtem Feuerstein und Lehmestrich. Im Süden lag der nicht erhaltene Zugang. 
Die Anlage wurde 1966 von Gudrun Sommer ausgegraben. Die archäologische Untersuchung ergab, dass die Anlage durch die Träger der Einzelgrabkultur nachgenutzt wurde. Von den Primärbestattungen wurden keinerlei Reste mehr angetroffen. Neben fünf Scherben fanden sich vier Klingen, zwei Äxte mit gekniffenem Nacken, zwei Hohlmeißel und ein Schlagstein.